# Società Ginnastica Andrea Doria - Sezione Calcio 1921-1922
Questa pagina raccoglie i dati riguardanti la Società Ginnastica Andrea Doria nelle competizioni ufficiali della stagione 1921-1922.

## Rosa
| N. |                   | Ruolo | Calciatore           |
| -- | ----------------- | ----- | -------------------- |
|    | Italia (bandiera) | P     | Mario Seghesio       |
|    | Italia (bandiera) | P     | Casalino             |
|    | Italia (bandiera) | D     | Enrico Capris        |
|    | Italia (bandiera) | D     | Adolfo Pollastro     |
|    | Italia (bandiera) | D     | Francesco Giordano   |
|    | Italia (bandiera) | D     | Enrico Calzolari III |
|    | Italia (bandiera) | C     | Orazio Bisio         |
|    | Italia (bandiera) | C     | Tito Carbone         |
|    | Italia (bandiera) | C     | Adolfo Cornazzani    |
|    | Italia (bandiera) | C     | Angelo Dellacasa     |

| N. |                   | Ruolo | Calciatore         |
| -- | ----------------- | ----- | ------------------ |
|    | Italia (bandiera) | C     | Giuseppe Ghiglione |
|    | Italia (bandiera) | A     | Mario Chiominato   |
|    | Italia (bandiera) | A     | Achille Gavoglio   |
|    | Italia (bandiera) | A     | Mario Torriani     |
|    | Italia (bandiera) | A     | Traverso           |
|    | Italia (bandiera) | A     | D. Viviani         |
|    | Italia (bandiera) | A     | Roncagliolo        |
|    | Italia (bandiera) | A     | Passano            |
|    | Italia (bandiera) |       | Bozzano            |
|    | Italia (bandiera) |       | Bodrato            |